# Федонов, Аркадий Тихонович
Арка́дий Ти́хонович Федо́нов (3 октября 1925 — 31 декабря 1995) — советский солдат, участник Великой Отечественной войны, полный кавалер ордена Славы, полный кавалер «Шахтёрской славы».
В годы Великой Отечественной войны — старший разведчик-наблюдатель 132-го артиллерийского полка 41-й стрелковой дивизии, старшина.

## Биография
Родился 3 октября 1925 года в селе Богословка в семье крестьянина. Русский. Родители переехали в Сталиногорск (ныне Новомосковск Тульской области), когда ему было 9 лет. Здесь Аркадий учился в средней школе, затем поступил в школу ФЗУ при фабрике «Красное знамя» в городе Раменское Московской области.

### В годы Великой Отечественной войны
С началом Великой Отечественной войны вернулся с родителями в родную деревню, где работал в колхозе.
Призван в РККА в июле 1942 года. В запасном полку прошел подготовку как артиллерист, но из-за сложной обстановки на фронте учёбу не закончил. В октябре 1942 года рядовым с маршевой ротой прибыл в 41-й стрелковый полк, затем был зачислен в 132-й артиллерийский полк 41-й стрелковой дивизии разведчиком-наблюдателем. В составе этой части прошёл всю войну.
Боевое крещение получил в боях под городом Новосиль (Орловская область), в 30 километра от своей родиной деревни. Летом 1943 года участвовал в сражении на Курской дуге, за отличие в этих боях получил первые боевые награды — медаль «За отвагу» и орден Красной Звезды.
В июне 1944 года 132-й артиллерийский полк 41-й стрелковой дивизии 69-й армии 1-го Белорусского фронта, в котором ефрейтор А. Т. Федонов служил старшим разведчиком-наблюдателем, готовился к прорыву обороны противника в районе города Ковель (Волынская область). Ведя разведку обороны противника, А. Т. Федонов с 27 апреля по 4 мая 1944 года близ деревни Мировиче Турийского района Волынской области выявил местоположение и передал точные координаты двух 105-мм. артиллерийских батарей, миномётной батареи, а также 10-ти пулемётных точек. Эти цели были затем подавлены огнём полковой артиллерии, что способствовало успешному наступлению советских войск. При отражении контратаки противника А. Т. Федонов лично уничтожил 6 солдат. За этот эпизод 19 мая 1944 года награждён орденом Славы III степени. Член КПСС с 1944 года.
14 января 1945 года во время прорыва обороны противника у населённого пункта Лавецко-Нове (восточнее города Радом, Польша) передал в полк целеуказания о пяти выявленных пулемётных точках, двух миномётных батареях, трёх дзотах, которые затем были выведены из строя артиллерийским огнём. 24 февраля 1945 года награждён орденом Славы II степени.
27 апреля 1945 года принимал участие в форсировании реки Одер. При прорыве немецкой обороны под городом Лебус (Германия) переправился с первым эшелоном советских войск, вёл разведку противника, выявив места расположения 4 пулемётных точек, пяти противотанковых орудий, миномётной батареи и 6 блиндажей. Эти объекты затем были подавлены огнём полковых батарей. В последующем при отражении контратаки противника А Т. Федонов лично уничтожил 6 солдат. 31 мая 1945 года награждён орденом Славы I степени.
Участвовал в уничтожении группировки противника в районе юго-восточного Берлина.

### В послевоенные годы
В июле 1950 году старшина А. Т. Федонов уволен в запас. После демобилизации жил в городе Новомосковск Тульской области, где более 30 лет работал буровзрывником на гипсовом комбинате. Стал полным кавалером «Шахтёрской славы».
30 декабря 1973 года вместе с Героями Советского Союза Н. А. Присягиным, М. П. Стрижковым и полным кавалером ордена Славы Комовым Ф. А. принимал участие в открытии монумента «Вечная Слава» на улице Московская города Новомосковска.
Участник юбилейного Парада на Красной площади в Москве в 1985 году.
Умер 31 декабря 1995 года, похоронен в Новомосковске.

## Награды
- орден Отечественной войны I степени (11 марта 1985)
- орден Отечественной войны II степени (9 сентября 1944)
- орден Красной Звезды (6 сентября 1943)
- орден Славы I степени № 849 (31 мая 1945)
- орден Славы II степени № 11690 (24 февраля 1945)
- орден Славы III степени № 56164 (19 мая 1944)
- медали, в том числе:
  - медаль «За отвагу» (3 июля 1943)
  - медаль «Шахтёрская слава» I, II и III степеней

## Память
Имя А. Т. Федонова увековечено на аллее Героев (ул. Московская) и на стенде Мемориала павшим в Великой Отечественной войне в городе Новомосковске.

Могила Аркадия Тихоновича Федонова на кладбище Новомосковска.
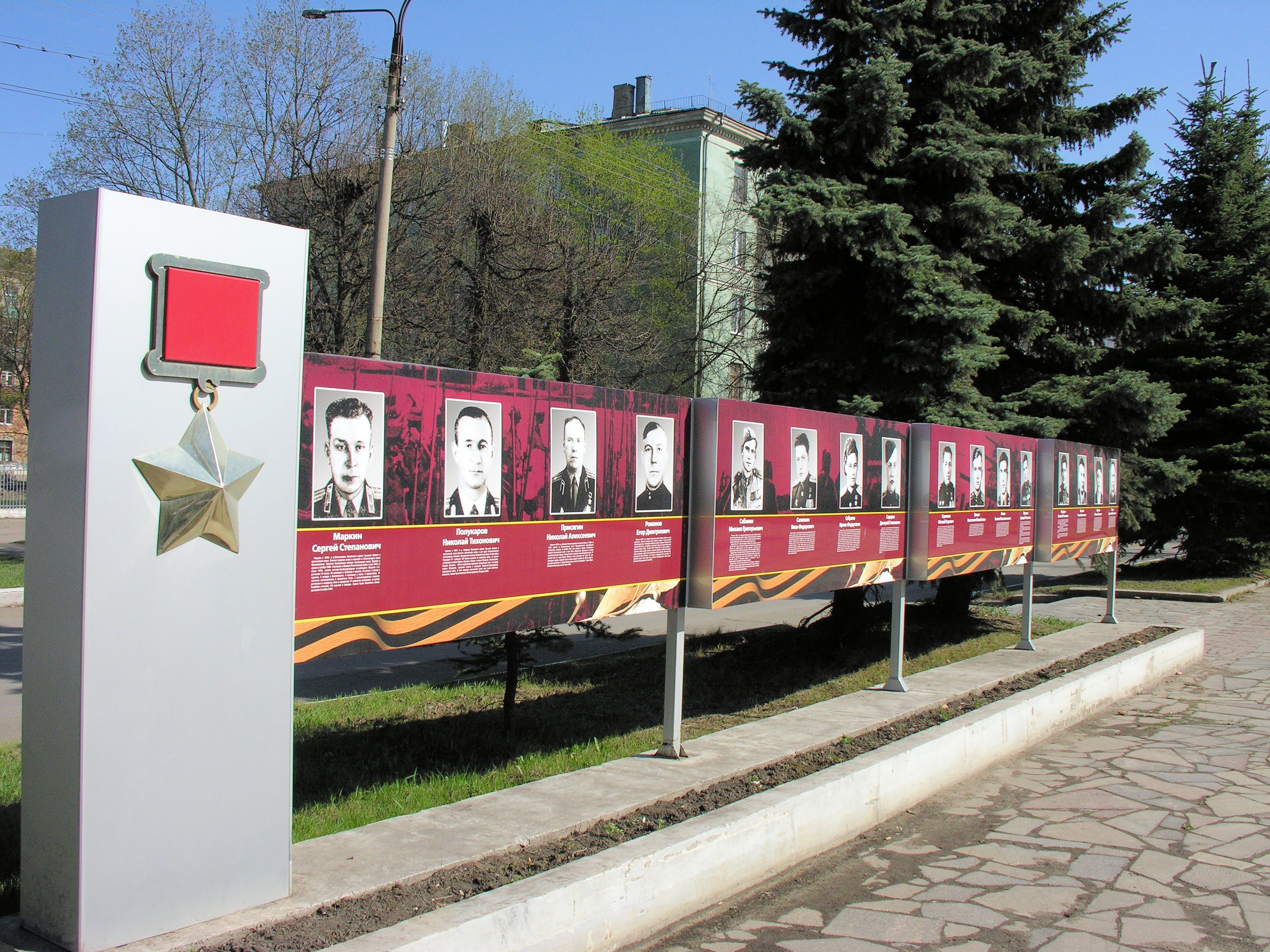
Герои Новомосковска (левая часть).
Вечный огонь и монумент «Вечная Слава».
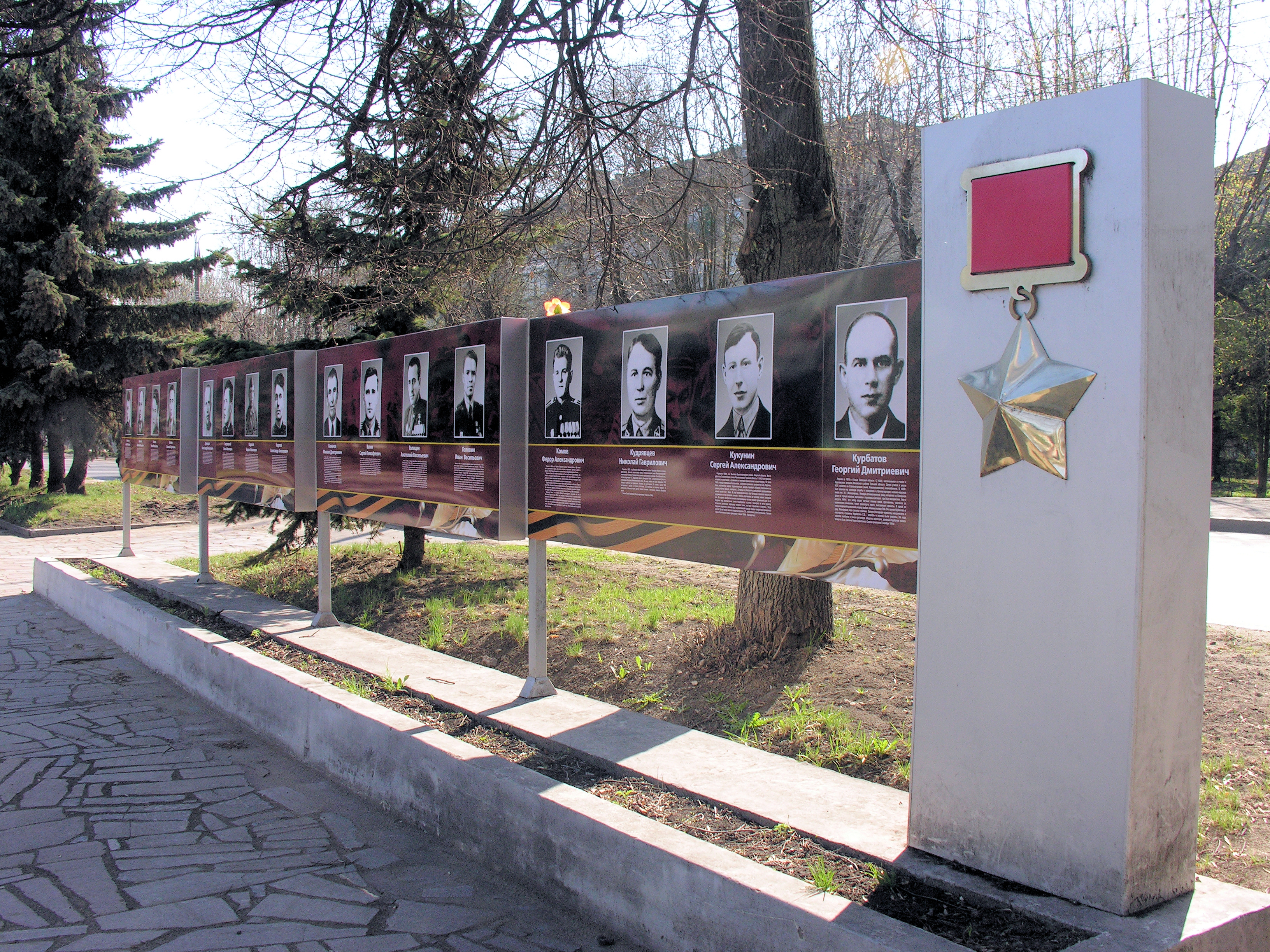
Герои Новомосковска (правая часть).